# I/O (jeu video)
 (février 2025).
Si vous disposez d'ouvrages ou d'articles de référence ou si vous connaissez des sites web de qualité traitant du thème abordé ici, merci de compléter l'article en donnant les références utiles à sa vérifiabilité et en les liant à la section « Notes et références ».
I/O est un jeu vidéo de type visual novel produit par Regista. Le jeu est publié par GN Software pour Playstation 2 en 2006 et Asgard pour Windows sous le titre I/O Revision II. Le jeu présente un univers cyberpunk proche du réel, semblable à la série de films Matrix.

## Trame
L'histoire commence avec une éclipse totale lunaire, qui mène à un pic de cyber-attaques et de pannes informatiques. Les cycles lunaires sont un point important de l'histoire, qui peut être divisé en quatre routes.
L'histoire est un mystère à résoudre, qui nécessite de compléter les quatre routes.